# アビゲイルII:ザ・リヴェンジ
『アビゲイルII:ザ・リヴェンジ』（Abigail II: The Revenge）は、デンマークのヘヴィメタル・バンド、キング・ダイアモンドが2002年に発表した10作目のスタジオ・アルバム。

## 背景
キング・ダイアモンドの代表作と評価されているアルバム『アビゲイル』（1987年）の続編に当たり、原典のストーリーで封印されていたと思われていたアビゲイル・ラ・フェイや、死亡したと思われていたジョナサン・ラ・フェイが再登場した。なお、本作のブックレットでは登場人物の相関図および年表が記載されており、そこでは物語の根源となったアビゲイルの死産が1777年、原典『アビゲイル』で描写された事件が1845年、本作でジョナサンとアビゲイルが再会したのが1863年という設定になっている。
本作のレコーディングでは、新ドラマーのマット・トンプソンが迎えられ、更にマイク・ウェッドやハル・パティーノといったバンドの旧メンバーも復帰した。

## 反響・評価
スウェーデンでは2002年2月8日付のアルバム・チャートで42位となり、キング・ダイアモンドのアルバムとしては同国において7作目のトップ60アルバムとなった。アメリカでは総合アルバム・チャートのBillboard 200には入らなかったが、『ビルボード』のインディペンデント・アルバム・チャートでは11位に達した。
アンディ・ハインズはオールミュージックにおいて5点満点中2.5点を付け「残念ながら、原典のマジックを殆ど再現できていない」「熱狂的なファンであれば、失望はしないだろう」と評している。2020年にドム・ローソンが行った、キング・ダイアモンドのキャリア全体（マーシフル・フェイト名義の作品も含む）におけるアルバムのランキングでは、本作が18位となり「『アビゲイル』のように時代を超えた名盤の続きを作ることは、決して簡単ではない」「ラ・フェイの館への帰還は、欠点もあるとはいえ興味深く、"The Storm"や"Spirits"が、分かりやすい聴き所である」と評されている。一方、『CDジャーナル』のミニ・レビューでは「きちんと登場人物とストーリーが用意されており、狂気をその人物の化身たる曲の内側から描いている」と評されている。

## 収録曲
特記なき楽曲はキング・ダイアモンド作。
1. スペア・ジス・ライフ - "Spare This Life" – 1:45
2. ザ・ストーム - "The Storm" – 4:22
3. マンション・イン・ソロウ - "Mansion in Sorrow" (King Diamond, Andy LaRocque) – 3:36
4. ミリアム - "Miriam" – 5:09
5. リトル・ワン - "Little One" – 4:31
6. スリッパリー・ステアーズ - "Slippery Stairs" (K. Diamond, A. LaRocque) – 5:10
7. ザ・クリプト - "The Crypt" – 4:11
8. ブロークン・グラス - "Broken Glass" – 4:12
9. モア・ザン・ペイン - "More Than Pain" – 2:31
10. ザ・ウィールチェア - "The Wheelchair" – 5:19
11. スピリッツ - "Spirits" (K. Diamond, A. LaRocque) – 4:57
12. マミー - "Mommy" – 6:26
13. ソーリー・ディア - "Sorry Dear" – 0:54

## 参加ミュージシャン
- キング・ダイアモンド - ボーカル、キーボード
- アンディ・ラ・ロック - ギター、キーボード
- マイク・ウェッド - ギター
- ハル・パティーノ - ベース
- マット・トンプソン - ドラムス

アディショナル・ミュージシャン
- コル・マーシャル - アディショナル・キーボード、ストリングス、ハープシコード
- Alyssa Biesenberger - ボイス(on #5)